# Lucy Hillebrand
Pour les articles homonymes, voir Hillebrand.
Lucy Anna Maria Hillebrand, née le 6 mars 1906 à Mayence, morte le 14 septembre 1997 à Göttingen est une architecte allemande.

## Biographie

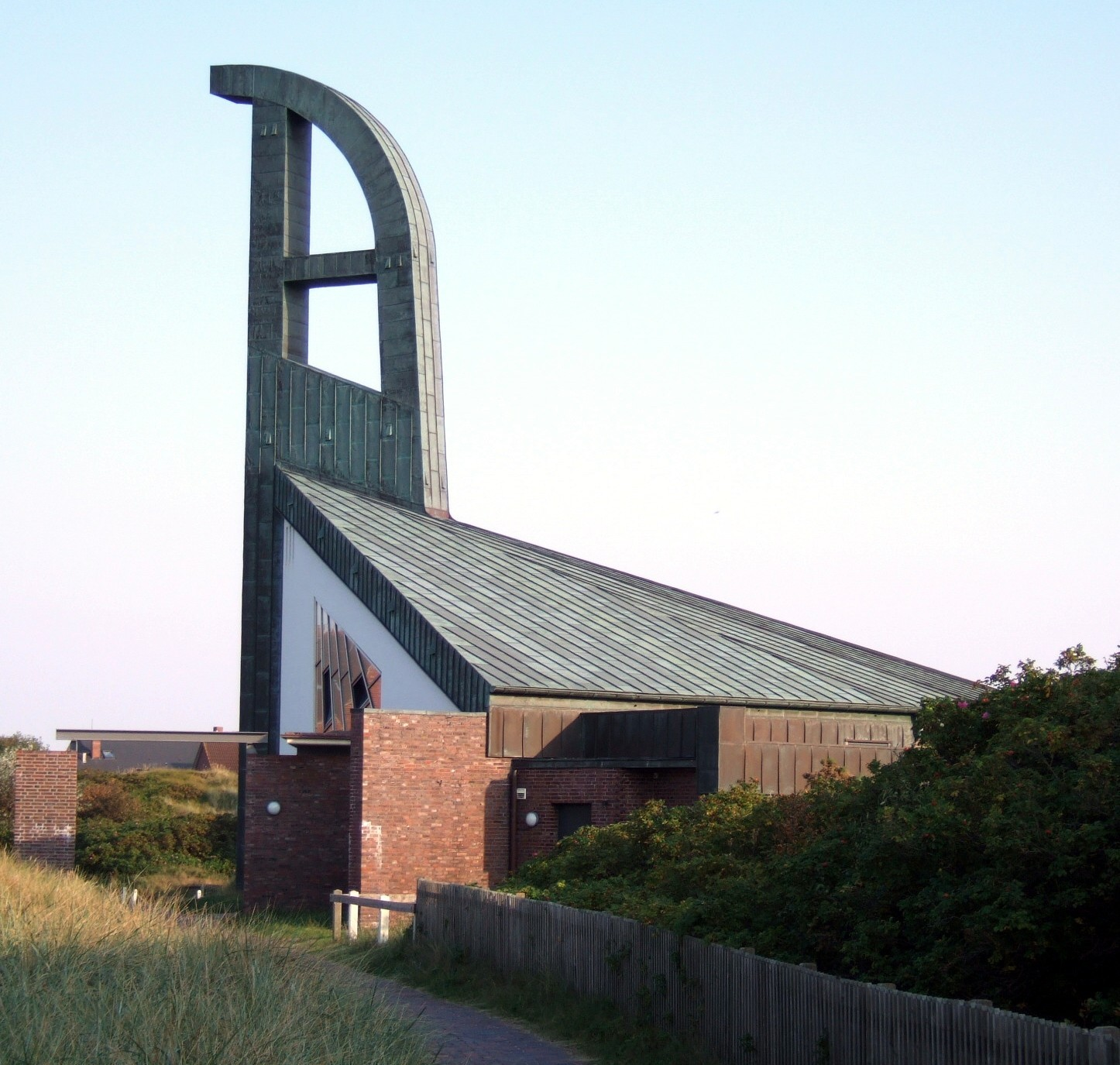
Église catholique Saint-Nicolas de Langeoog, construite en 1950

Lucy Hillebrand est la fille de Fides Laura Mayer et de Johann Hillebrand, transitaire à Mayence.
De 1915 à 1922, elle fréquente l'école secondaire pour filles de Mayence. De 1922 à 1925, elle étudie à la Kunstgewerbeschule d'Offenbach am Main. De 1925 à 1927, elle étudie l'architecture à la Werkkunstschule de Cologne sous la direction de Dominikus Böhm. En 1928, elle rencontre Kurt Schwitters à Hanovre et le au graphiste du Bauhaus Robert Michels à Francfort. Le mariage et la maternité ne l'empêche pas d'exercer son métier. Elle emmène sa fille sur les chantiers.
À partir de 1928, elle possède son propre bureau à Francfort-sur-le-Main, ce qui fait d'elle l'une des premières architectes indépendantes en Allemagne. En 1927, elle est la plus jeune membre  du Werkbund allemand et en 1932/1933, elle est la seule femme à participer au projet d'implantation à Stuttgart. Elle fait sienne les idées du Bauhaus : toit terrasse, fenêtre horizontale, la façade lisse. La station service Dapolin, achevé en 1929 est un bâtiment plein d'objectivité. Les cubes imbriqués reflètent la fonctionnalité de la maison à l'extérieur. La simplicité, la fonctionnalité et la capacité de lire l'ordre interne du bâtiment sont les principaux critères de son travail.
En 1936, elle construit la maison Bensen à Göttingen. Un toit à deux pentes recouvre des cubes individuels combinés asymétriquement.
Entre 1934 et 1945, Luc Hillebrand ne peut travailler en tant qu'architecte. En 1938, Lucy Hillebrand s'oppose  à l'idéologie nazi qui interdit aux femmes de construire. Ces bureaux à Hanovre et Francfort sont détruits lors des bombardements. Sur cette période, elle se consacre à la sculpture. Elle réalise en béton, un christ en croix pour l'église-halle Sainte-Élisabeth de Wiesbaden. À la suite des critiques du clergé, le responsable du bâtiment du gouvernement de Wiesbaden, Eberhard Finsterwalder, se rend à l'église et fait retirer la croix avant l'inauguration de l'église, le 29 mars 1936. Dans les années 1960, la sculpture de 7 mètres de haut, conservée en pièces détachées, est redécouverte à Kelkheim- Hornau. En 1968, elle est installée près de Wintrich et Piesport au-dessus de la Moselle .
En 1943, elle s'installe à Göttingen. En 1945, elle y ouvre un nouveau bureau dans lequel elle travaille sur de nombreux immeubles d'habitation et maisons individuelles. Elle est chargée également de la construction d'écoles et d'établissements d'enseignement sur la base de nouvelles pratiques pédagogiques.
En 1948, Lucy Hillebrand est acceptée au sein de l'Association des architectes allemands (BDA).
En 1973, elle abandonne sa pratique d'architecte et se consacre à la planification urbaine.
Le Musée allemand de l'architecture de Francfort-sur-le-Main possède de nombreuses maquettes et documents sur les projets et réalisations de Lucy Hillebrand.

## Architecture et urbanisme
- 1950: église St. Nikolaus, Langeoog[7]
- 1952: Wohnhaus für Helmuth Plessner, Göttingen
- 1952–1953: ajout d'une bibliothèque et d'une salle de cinéma, Villa Levin,Göttingen-Ostviertel
- 1953–1954: Maison de la jeunesse, Torfhaus [8]
- 1953–1956: Centre de conseil pédagogique, Hannovre
- 1953–1957: immeuble résidentiel, Dr. Ulrici, Göttingen[9],[10]
- 1955: villa Dr. Wolfgang Bieker, Bovenden
- 1958: Maison syndicale, Northeim
- 1969: Clinique psychothérapeutique, Niedersächsische Landeskrankenhaus Tiefenbrunn, Göttingen
- 1969: Bâtiment administratif Sollinger Hütte, Uslar
- 1970: Village d'enfants Albert Schweitzer, Uslar
- 1971: complexe résidentiel avec mit Otto Lindner, Nikolausberg, Göttingen
- 1971: plan de développement, Göttingen-Nikolausberg,

## Expositions
- 1932 : maisons bon marché à prix fixe Participation, exposition BDA
- 1933 : Studio pour travailleuses, exposition BDA

- 1960 : Problèmes spatiaux dans la construction, Musée municipal de Göttingen
- 1982 : Participation à l'exposition à l'occasion des 75 ans du Werkbund, Essen[11]
- 1983/84 : Paix = Quadrature du cercle ?, Galerie Wolfsburg/Braunschweig/Goslar[11]
- 1984 : Au volant de l'histoire et du design pour le parvis, ville en transition, Musée municipal de Braunschweig[11]
- 1985 : Lucy Hillebrand - Chemins vers l'espace, Galerie municipale du château de Wolfsburg[11]
- 1986 : Lucy Hillebrand - Chemins vers l'espace, Hôtel de ville de Göttingen[11]
- 1986 : Ça peut être..., Galerie Apex, Göttingen[11]
- 1988 : L'œuvre de l'architecte Lucy Hillebrand. Construire comme impulsion, Musée de la Femme à Krausfeld, Bonn[11]
- 1998 : Musée des Religions du Monde, contribution à l'Exposition universelle, Sophia
- 1991 : Jeux spatiaux – salles de jeux. Conceptions et modèles architecturaux au Musée Caché, Berlin
- 1994 : Unfinishable Architecture, exposition du German Werkbund au Sprengel Museum de Hanovre
- 1994 : Intérieur - extérieur, logement utopique, hôtel de ville historique, Duderstadt
- 1996 : Exposition à l'occasion du 90e anniversaire de Lucy Hillebrand, Künstlerhaus mit Galerie e. V., Göttingen[11]
- 2005 : Les nouveaux arrivent ! , Hanovre, Munich. Sur la situation de l'avant-garde féminine dans l'architecture des années 1920
- 2017 : Frau architekt, Musée allemand de l'architecture, Francfort-sur-le-Main[12]
- 2019 : Connu, caché et oublié, Fondation Laves, fondation du Bauhaus, Wolfsburg

## Prix et distinctions
- 1982, le Premier ministre de Basse-Saxe lui décerne la Croix du mérite  Basse-Saxe[13],[5]

- En 2009, à Mayence, une rue porte son nom[14].
- En 2021, le conseil municipal de Heilbronn donne le nom de Lucy Hillebrand à une nouvelle rue du Neckarbogen[15].

- Il existe une rue Lucy-Hillebrand dans le quartier Kalbach-Riedberg de Francfort-sur-le-Main[16].